# Vigny (Val-d'Oise)
Vigny és un municipi francès, situat al departament de Val-d'Oise i a la regió de Illa de França. L'any 2007 tenia 1.086 habitants.
Forma part del cantó de Vauréal, del districte de Pontoise i de la Comunitat de comunes Vexin centre.

## Demografia

### Població
El 2007 la població de fet de Vigny era de 1.086 persones. Hi havia 384 famílies, de les quals 68 eren unipersonals (36 homes vivint sols i 32 dones vivint soles), 128 parelles sense fills, 176 parelles amb fills i 12 famílies monoparentals amb fills.
La població ha evolucionat segons el següent gràfic:
Habitants censats

### Habitatges
El 2007 hi havia 423 habitatges, 389 eren l'habitatge principal de la família, 12 eren segones residències i 22 estaven desocupats. 374 eren cases i 46 eren apartaments. Dels 389 habitatges principals, 301 estaven ocupats pels seus propietaris, 67 estaven llogats i ocupats pels llogaters i 21 estaven cedits a títol gratuït; 5 tenien una cambra, 13 en tenien dues, 36 en tenien tres, 79 en tenien quatre i 256 en tenien cinc o més. 300 habitatges disposaven pel capbaix d'una plaça de pàrquing. A 155 habitatges hi havia un automòbil i a 217 n'hi havia dos o més.

### Piràmide de població
La piràmide de població per edats i sexe el 2009 era:
| Homes | Edats   | Dones |
| ----- | ------- | ----- |
| 0     | 95 o +  | 4     |
| 0     | 90 a 94 | 4     |
| 0     | 85 a 89 | 4     |
| 0     | 80 a 84 | 0     |
| 16    | 75 a 79 | 8     |
| 16    | 70 a 74 | 24    |
| 8     | 65 a 69 | 36    |
| 40    | 60 a 64 | 16    |
| 36    | 55 a 59 | 48    |
| 24    | 50 a 54 | 36    |
| 48    | 45 a 49 | 20    |
| 32    | 40 a 44 | 44    |
| 52    | 35 a 39 | 56    |
| 24    | 30 a 34 | 28    |
| 36    | 25 a 29 | 36    |
| 16    | 20 a 24 | 16    |
| 28    | 15 a 19 | 32    |
| 32    | 10 a 14 | 40    |
| 48    | 5 a 9   | 28    |
| 40    | 0 a 4   | 20    |

## Economia
El 2007 la població en edat de treballar era de 735 persones, 528 eren actives i 207 eren inactives. De les 528 persones actives 485 estaven ocupades (267 homes i 218 dones) i 43 estaven aturades (23 homes i 20 dones). De les 207 persones inactives 51 estaven jubilades, 96 estaven estudiant i 60 estaven classificades com a «altres inactius».

### Ingressos
El 2009 a Vigny hi havia 385 unitats fiscals que integraven 1.064 persones, la mediana anual d'ingressos fiscals per persona era de 25.645 €.

### Activitats econòmiques
Dels 95 establiments que hi havia el 2007, 4 eren d'empreses extractives, 3 d'empreses alimentàries, 2 d'empreses de fabricació d'elements pel transport, 6 d'empreses de fabricació d'altres productes industrials, 13 d'empreses de construcció, 18 d'empreses de comerç i reparació d'automòbils, 7 d'empreses de transport, 3 d'empreses d'hostatgeria i restauració, 2 d'empreses d'informació i comunicació, 1 d'una empresa financera, 1 d'una empresa immobiliària, 22 d'empreses de serveis, 8 d'entitats de l'administració pública i 5 d'empreses classificades com a «altres activitats de serveis».
Dels 19 establiments de servei als particulars que hi havia el 2009, 1 era una oficina d'administració d'Hisenda pública, 1 gendarmeria, 1 oficina de correu, 2 tallers de reparació d'automòbils i de material agrícola, 1 guixaire pintor, 4 fusteries, 2 lampisteries, 2 electricistes, 2 empreses de construcció, 1 perruqueria, 1 restaurant i 1 agència immobiliària.
Dels 4 establiments comercials que hi havia el 2009, 1 era una botiga de més de 120 m² i 3 fleques.
L'any 2000 a Vigny hi havia 5 explotacions agrícoles que ocupaven un total de 745 hectàrees.

## Equipaments sanitaris i escolars
L'únic equipament sanitari que hi havia el 2009 era una farmàcia.
El 2009 hi havia una escola elemental. Vigny disposava d'un col·legi d'educació secundària amb 492 alumnes.

## Poblacions més properes
El següent diagrama mostra les poblacions més properes.